# Catharinus Elling
Catharinus Elling (Christiania, 13 september 1858 – aldaar 8 januari 1942) was een Noors muziekpedagoog, organist, componist en verzamelaar van (Noorse) volksmuziek.

## Achtergrond
Hij werd geboren in het gezin van boekdrukker Andreas Schaft Elling (1818-1872) en Pauline Bansboe (1826-1905). Hij is de broer van ingenieur Ægidius Elling, de uitvinder van de gasturbine en Jacoba Elling, de zangeres. Hijzelf huwde in 1889 Ulrika Ramm (Ulrikke Eleonore Sigwardt Greve Ramm Olsen) (1863-1943), dochter van een priester. Zij was zuster van de artsen Fredrik Gottlieb Olsen Ramm en Louise Vally Ramm. Het echtpaar kreeg een zoon Johnny Elling (1890-1960), jurist en werkzaam in het bankwezen, naamgever van het Johnny Ellings Legat.

## Muziek
Hij studeerde piano en compositieleer in Leipzig (1877-1878) en bij Heinrich von Herzogenberg te Berlijn (1886-1887). Von Herzogenberg behoorde tot de kring rondom Johannes Brahms. Hijzelf was docent aan het Conservatorium van Oslo. Zijn leerlingen waren onder andere Fartein Valen, David Monrad Johansen, Arne Eggen en Pauline Hall. Van 1908 tot 1926 was hij de vaste organist van de Oude Stadskerk. Daarnaast besprak hij muziek in diverse kranten. Voorts was enige tijd dirigent van de zangvereniging uit Drammen. 
Zijn piek als componist lag in de jaren 1890 tot 1905. Hij leverde twee symfonieën, vioolconcert kamermuziek, opera en meer dan tweehonderd liederen. Alhoewel hij dus veel werken schreef, viel hij in ongenade (te ouderwets) en worden zijn werken heden ten dage nauwelijks meer gespeeld. Zijn debuut als componist vond plaats op 5 april 1884. In 1885 was Edvard Grieg zo lyrisch over hem dat hij een aantal van Ellings werken uitvoerde in Bergen.  
Hij ontving in 1899 een staatstoelage, waarop hij land introk om Noorse volksmuziek te zoeken en onderzoeken. Hij trok daarbij op met Olav Sande, een andere verzamelaar. Elling verwerkte de gevonden muziek in een aantal van zijn werken, zoals Slåtter voor viool en piano.

## Oeuvre

### Werken met opusnummer
- opus 1: Wals
  - opgedragen aan Ole Olsen
- opus 2: To klaverstykker
  - Alla marcia
  - Scherzo
  - opgedragen aan Ragnhild Ring
- opus 3: Fire sange uden ord
- opus 4: To sange (1882)
  - Agnes min dejlige sommerfugl
  - Pigen ved stranden)
- opus 7: Drei Lieder von Uhland (1881)
- opus 12: Album (van meer dan tien liederen)
- opus 16: Vier Lieder von Heine (1881)
- opus 19: Tre danske sange (1882)
  - Fuglenes sang
  - Du blomst i dug!
  - O, gid en rensende spredende storm
- opus 20: Drei chinesische lieder (1883)
  - Ehrbare Liebe
  - Sehnsucht
  - Die Quelle der Schmerzen
- opus 24: Composities voor viool en piano
  - Im Wolkston
  - Chroal)
- opus 25: Fire sange
- opus 27: Drei Characterstücke
  - Im Frühling
  - Vo’m Ball
  - Am Abend
- opus 28: 20 Walzer (boek I en II)
- opus 30: Karakterstudier i valseform for klaver
- opus 40: Fem sange for mezzo-sopraan med pianoforte
  - Fiskaer aat Sonen
  - Fjukande skyer
  - Ho Astrid
  - Normannen
  - Hogferd
- opus 41: Fire romancer for en mellemstemme med pianoforte
  - Irmelin rose
  - Min skat
  - Sondagsmorgen
  - Du trykker mig kys paa min pande
- opus 42: Sange til Shakespeare’s Helligtrekongersaften
  - Elskovsvise
  - Elegie: Kom nu kun
  - Den gang jeg var kun saa stor som saa
- opus 44: Fire danske sange (1890)
- opus 45: Fire digte af Randers
  - Min stlthed: Du kalder mig stolt
  - Bølgeskvulp: Oppe paa land er tummel og kav
  - Erotikon: Se mig i Oinenen Elske
  - Jeg vil ud!
- opus 46: Vier Lieder (1891)
- opus 49: Duettino for pianoforte og violin
- opus 50: Fem compositioner for piano
  - Impromptu
  - Melodi
  - Skizze
  - Skizze
  - Capriccio
  - opgedragen aan Edvard Hagerup Bull
- opus 51: Fire sanger til tekster av Nils Collett Vogt (1895)
- opus 52: Hautussa (1895)
- opus 53: Tag
  - Jeg synger for en enestre
  - Min unge elskov baerer slör
  - Somren sovned i vintrens favn
- opus 54: Nye digte av Kr. Randers (1893)
  - Min stolthed
  - Erotikon
  - Jeg vil ud!
  - Bølgeskvulp
- opus 55: Sange til Bjornestjerne Bjornsen En dag (1895)
- opus 56: Tre sange (1895)
- opus 57: Sange til Joh. Jørgenses Forårsevangelium (1895)
- opus 58: Fem sange:
- opus 59: Tre danske sange
  - Gamle sange
  - Fly fra mig, o verdens larm
  - Foraarsvise
- opus 60: Nye sanger til Arne Garborgs Haugtussa (1895)

### Werken zonder opusnummer
Waarschijnlijk zou een aantal werken in bovenstaande reeks opgenomen moeten worden, maar het gebruik van opusnummers werd niet consequent doorgevoerd:
- Symfonie in A majeur (1890) (première op 1 maart 1890, door Musikforeningen onder leiding van Iver Holter)
- Symfonie in a mineur (1897)
- Norsk suite (1930-1904)
- Thema med variatjoner (1897)
- Vioolconcert (1918)
- Kosakkerne (opera in vier akten naar Nikolaj Gogols Taras Bulba, libretto Edvard Hagerup Bull, choreografie Axel Kihlberg, première 21 april 1897)
- Den forloren son (oratorium, 1896; première november 1897, musikforeningen o.l.v. Iver Holter)
- Sporven (Små sporven gjeng i tunet) op tekst van Arne Garborg
- Kan du kjende mig
- Barnesmil (Baby smiles)
- Caprice (opgedragen aan Nanne Storm)
- Dansevise
- Juvenilia fra ungdomstiden
  - Duettino
  - Romance
  - Valse mignonne
  - Chant du matin
  - Joie de vivre
- Klagesang (1905)
- Fire klaverstykker 
  - Andante
  - Giocoso
  - Lento
  - Giocoso
- Fem klaverstykker
  - Pensée
  - I en salig stund
  - Sorglös
  - Dort, wo du nicht bist
  - Marche fantastique
- Scherzo
- Snapshots
- Tanzweisen (voor viool en piano)
- Musikalske dikninger for strykeorkester, obo og horn (1878)
- Pianotrio in D majeur (1885)
- Strijkkwartet in D majeur (1897)
- Strijkkwartet in a mineur
- Strijkkwartet nr. 2 in g mineur (uitvoering op 5 april 1884 door  Hennum, Bohn, Solberg en Zappfe)
  - Allegro con brio
  - Andante
  - Intermezzo
  - Presto
- Sonate in D majeur voor viool en piano (1894)
- Evig, voor gemengd koor en orkest (1892)
- Kong Inge og Gregorius Dagsson (tenor, mannenkoor en orkest)(première 12 november 1898)
- Kantate voor gemengd koor en orkest (1899)
- Drei Lieder
- Klaverstykker i valsevorm (1884)
- Mosaik: 12 klaverstykker (1886)
- Valse capriser (1887)
- Resignasjon (1927)
- Concertstuk voor fluit en orkest
- Pianokwartet
- Air and rococo voor cello en strijkorkest
- Lieder aus Des Knaben Wunderhorn
  - Feuerelement
  - Hast gesagt, du willst mich nehmen
- Meiner Frauen roter Mund
  - Gelobt sei Maria
  - Hüt de duch!
  - Morgenlied
  - Rote Äuglein
  - Christkindlens Wiegenlied
- Gavotte voor viool en (strijk-)orkest
- Hymne voor strijkorkest
- Intermezzo a la chinoise voor orkest
- Melodie en menuet voor orkest
- Balders dod (dameskoor met piano)
- Sommeraften (dameskoor met piano)
- Titania (dameskoor met piano)
- Ich lag in tiefer Todesmacht (dameskoor, uitgevoerd 5 april 1884)
- Im Garten leidet Christus Noth (dameskoor, uitgevoerd 5 april 1884)
- Mir Träumte von einen Königskind (lied, uitgevoerd 5 april 1884)
- Reinigung (lied, uitgevoerd 5 april 1884)
- Kjaerlighedens stjerne (lied, uitgevoerd 5 april 1884)
- Vor dem Osththor standen Mädchen (lied, uitgevoerd 5 april 1884
- Epheuranken samml’ ich hier (lied, uitgevoerd 5 april 1884)
- Im wundersch:on Monat Mai (lied, uitgevoerd 5 april 1884)
- Fordi jeg glemmer ikke denne Vunde (lied, uitgevoerd 5 april 1884)
- Fuglenes vise (lied, uitgevoerd 5 april 1884)
- Du blomst i dug! (lied, uitgevoerd 5 april 1884)
- Fem sange for mezzosopraan (texter af Kr. Janson og Ivar Aasen)
- Svundne dage (8 lette pianostykker: Om morgenen, Det sproger, Vemod, Lykke over lykke, Smaagutternes flagmarsch. Det tabte paradis, voldkat, idyl) (1908)
- To norske folketoner (1905)